# The Beatles (álbum)
The Beatles, también conocido coloquialmente como White Album, o el Álbum Blanco en el mundo hispano, es el décimo álbum de estudio de la banda de rock The Beatles, lanzado el 22 de noviembre de 1968 por Apple Records. Publicado como un álbum doble, su sencilla portada blanca carece de imágenes o algún texto que no sea el nombre de la banda en relieve, esto ideado como un claro contraste a la vívida portada de su álbum anterior Sgt. Pepper's Lonely Hearts Club Band. Aunque ningún sencillo del álbum fue emitido en Reino Unido o en los Estados Unidos, las canciones «Hey Jude» y «Revolution» tienen su origen de las mismas sesiones de grabación y se lanzaron como un sencillo en agosto de 1968. El álbum es reconocido por su fragmentado estilo y amplia gama de géneros musicales, oscilando desde el music hall y folk a pistas de art rock, blues, rock alternativo, ska, avant-garde, música experimental, proto-metal, entre otros.
La mayoría de las canciones del álbum fueron escritas durante marzo y abril de 1968 en un curso de meditación trascendental en Rishikesh, India. El grupo volvió a los EMI Studios en mayo con un periodo de grabación que se prolongó hasta octubre. Durante estas sesiones, los conflictos estallaron entre los cuatro Beatles y los presentes en el estudio vieron a los miembros de la banda discutir por diferencias creativas. Las disputas se intensificaron cuando la nueva pareja de Lennon, Yoko Ono, comenzó a asistir a las sesiones de grabación, permaneciendo en silencio, cuando estaba claro que su presencia molestaba a todos excepto a John Lennon. Después de una serie de problemas, incluyendo la repentina decisión de George Martin de pedir un permiso vacacional y la dimisión del ingeniero Geoff Emerick, Ringo Starr dejó la banda brevemente en agosto. Las mismas tensiones continuaron durante todo el año siguiente, lo que llevó finalmente a la ruptura de The Beatles en abril de 1970.
En su lanzamiento, The Beatles recibió críticas mixtas por parte de los críticos musicales. La mayoría de ellos encontraron sus canciones satíricas insignificantes y apolíticas en medio de un turbulento clima político y social, aunque algunos elogiaron la escritura de Lennon y McCartney. Desde entonces, la banda y Martin han debatido si el grupo debió haber lanzado un solo álbum en lugar de dos. No obstante, The Beatles alcanzó el número uno en las listas de éxitos, tanto en el Reino Unido y los Estados Unidos y desde entonces ha sido considerado por algunos críticos como uno de los mejores álbumes de todos los tiempos.
Asimismo, en 2003, en una edición especial, la revista Rolling Stone posicionó el álbum en el puesto 10 de su lista de los 500 mejores álbumes de todos los tiempos.
En el año 2018 se hizo una remezcla ampliada del álbum que corrió a cargo del hijo de George Martin, Giles Martin.

## Antecedentes
Para 1968, The Beatles ya habían alcanzado el éxito comercial y de crítica. El álbum previo del grupo, Sgt. Pepper's Lonely Hearts Club Band, fue número uno en el Reino Unido el año anterior y permaneció en esa posición durante 27 semanas, vendiendo 250 000 copias en la primera semana después de su lanzamiento. La revista Time escribió en 1967 que Sgt. Pepper's constituía «una parte histórica en el progreso de la música —de cualquier tipo de música–», mientras que el escritor estadounidense Timothy Leary creía que la banda era el prototipo de «agentes evolutivos enviados por Dios, dotados de poderes misteriosos para crear una nueva especie humana». La banda recibió una respuesta negativa de la crítica por la película Magical Mystery Tour, sin embargo, la respuesta de los fanes fue positiva.

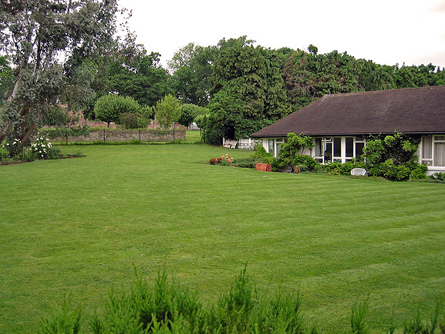
Las canciones que aparecieron en The Beatles se demostraron en la casa de George Harrison, Kinfauns, en mayo de 1968.

La mayoría de las canciones de The Beatles fueron escritas durante un curso de meditación trascendental con el Maharishi Mahesh Yogi en Rishikesh, India, entre febrero y abril de 1968. El retiro involucraba largos períodos de meditación, concebidos por la banda como un respiro espiritual de todas las actividades mundanas — una oportunidad, en palabras de John Lennon, de «alejarse de todo». Tanto Lennon como Paul McCartney, volvieron rápidamente a dedicarse a componer canciones, a menudo reuniéndose «clandestinamente por las tardes en las habitaciones de los demás» para revisar su nuevo trabajo. «Independientemente de lo que se suponía que debía estar haciendo,» Lennon recordaría más tarde: «yo escribí algunas de mis mejores canciones allí.» El escritor sobre el grupo, Ian MacDonald, dijo que Sgt Pepper fue «moldeado por el LSD», pero los Beatles no llevaron consigo ninguna droga a la India aparte de la marihuana, y el tener sus mentes limpias ayudó al grupo con su composición. La estancia en Rishikesh resultó especialmente fructífera para George Harrison como compositor, coincidiendo con su regreso a la guitarra después de dos años de intenso estudio del sitar. El musicólogo Walter Everett compara el desarrollo de Harrison como compositor en 1968 al de Lennon y McCartney cinco años antes, aunque resalta que Harrison se volvió «productivo en secreto», dada su habitual condición de subalterno en el grupo.
The Beatles abandonaron Rishikesh antes de finalizar el curso. Ringo Starr fue el primero en salir, ya que no soportaba la comida; McCartney partió a mediados de marzo, mientras que Harrison y Lennon que estaban más interesados en la religión hindú permanecieron hasta abril. De acuerdo con el autor Geoffrey Giuliano, Lennon dejó Rishikesh porque se sentía personalmente traicionado después de los rumores de que el Maharishi se había comportado de forma inapropiada con las mujeres que acompañaron a los Beatles a la India, aunque más tarde McCartney y Harrison afirmaron que esto era falso y la esposa de Lennon, Cynthia, informó que no había «ni una pizca de evidencia o justificación».
En conjunto, el grupo escribió alrededor de 40 nuevas composiciones en Rishikesh, 26 de las cuales se grabaron en forma muy rústica en Kinfauns, la casa de Harrison en Esher, en mayo de 1968. Lennon escribió la mayor parte del nuevo material, contribuyendo con 14 canciones. Lennon y McCartney llevaron demos grabados en casa a la sesión, y trabajaron en ellos juntos. Algunas demos caseros y sesiones de grupo en Kinfauns fueron publicados más tarde en 1996 en Anthology 3, y todos ellos, remezclados, en la edición especial por el 50° aniversario del álbum.

## Grabación

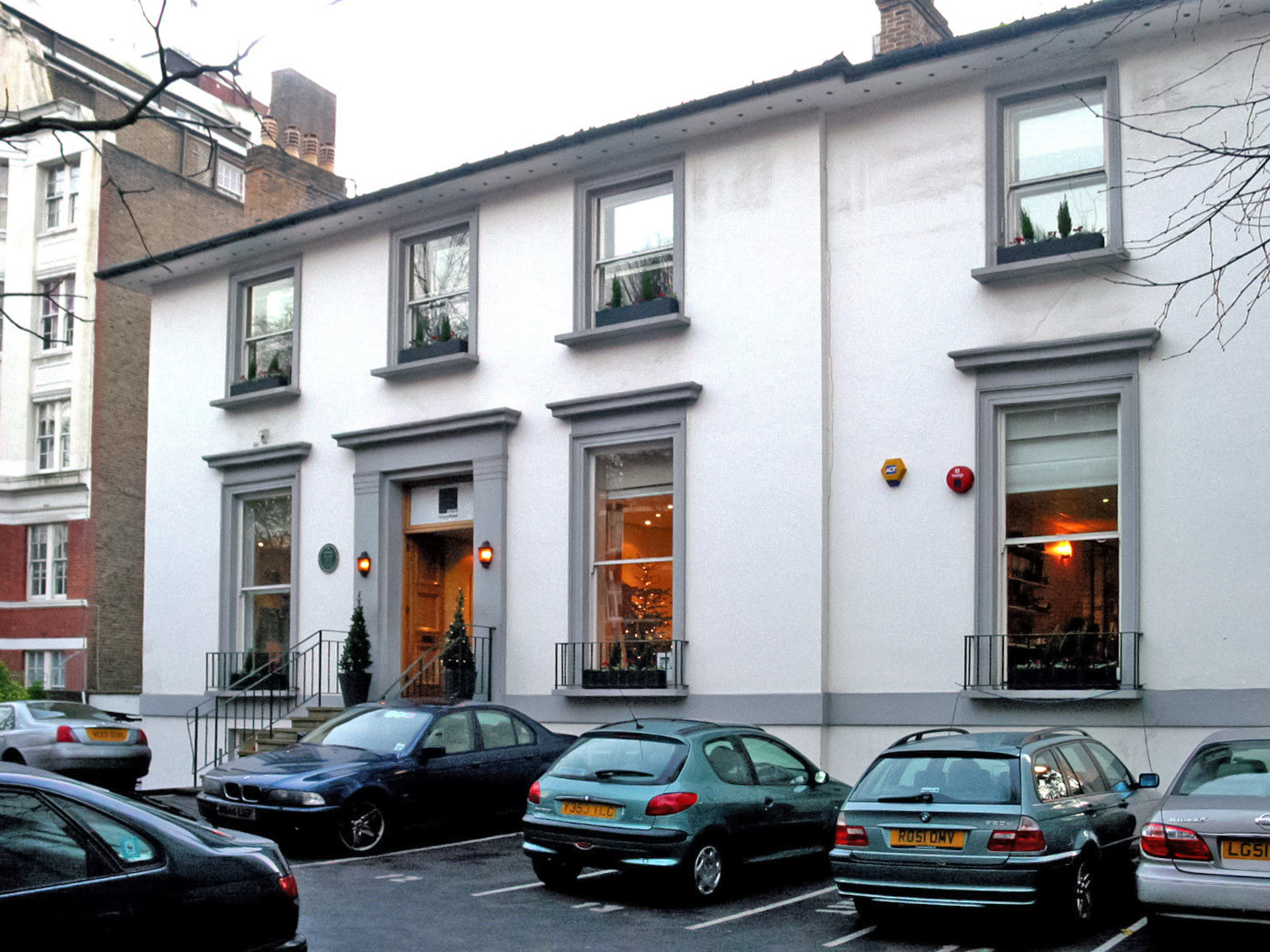
El álbum fue grabado en su mayoría en los EMI Studios (actualmente Abbey Road Studios).

The Beatles fue grabado entre el 30 de mayo y el 14 de octubre de 1968, en gran parte en los EMI Studios en Londres, con algunas sesiones en los Trident Studios. El grupo se dio el lujo de reservar múltiples salas de EMI al mismo tiempo hasta julio, y la atmósfera del estudio hizo que los días en Rishikesh fueran prontamente olvidados, con sesiones de grabación ocurriendo a cualquier hora. La confianza del grupo de que podían hacer cualquier cosa dio lugar a la formación de una nueva corporación de negocios multimedia, Apple Corps, una empresa que agotaría al grupo financieramente con una serie de proyectos fallidos. El ilimitado tiempo de estudio condujo a una nueva forma de elaborar sus canciones. En lugar de ensayar exhaustivamente para poder grabar las pistas, como había ocurrido en anteriores períodos de sesiones, el grupo simplemente grababa todos los ensayos e improvisaciones musicales que deseaban, para posteriormente añadir overdubs a la mejor toma. La canción de Harrison «Not Guilty», por ejemplo, se quedó fuera del disco a pesar de haberse realizado 102 tomas.
Las sesiones de The Beatles marcaron la primera aparición en el estudio de la nueva pareja sentimental y artística de Lennon, Yoko Ono, quien lo acompañó a Abbey Road para trabajar en «Revolution 1» y que sería a partir de entonces una presencia más o menos constante en todas las sesiones de The Beatles. La presencia de Ono fue algo altamente fuera de lo convencional, ya que antes de ese momento, el grupo había trabajado generalmente sin la presencia de gente ajena al proceso de grabación. La novia de McCartney en ese momento, Francie Schwartz, también estuvo presente en algunas sesiones, al igual que las esposas de los otros dos miembros, Pattie Harrison y Maureen Starkey.
Durante las sesiones de The Beatles, la banda pasó de usar una grabadora de 4 pistas a una de 8. Cuando las sesiones comenzaron, los EMI Studios poseían, aunque sin instalar, una grabadora de 8 pistas que supuestamente había estado en almacenes durante meses. Esto estaba de acuerdo con la política de EMI de probar y personalizar extensivamente el equipo nuevo antes de ponerlo en uso en los estudios. The Beatles grabaron «Hey Jude» y «Dear Prudence» en Trident porque tenía una grabadora de 8 pistas. Cuando se enteraron de que EMI también tenía una, insistieron en utilizarla, y los ingenieros Ken Scott y Dave Harries instalaron la máquina (sin la autorización de los jefes de estudio) en el estudio 2 de EMI para el uso de la banda.
El autor Mark Lewisohn afirma que The Beatles celebraron su primera y única sesión de veinticuatro horas en Abbey Road, cerca del final de la creación de The Beatles, que ocurrió durante la mezcla final y secuenciación del álbum. La sesión contó con la presencia de Lennon, McCartney y el productor George Martin. A diferencia de la mayoría de los discos de vinilo, no se pusieron las acostumbradas brechas de tres segundos entre las canciones, y el máster fue editado de modo que las canciones se siguieran inmediatamente, a través de una edición directa, un crossfade, o la implementación incidental de otra pieza musical.

### Estilo musical
The Beatles contiene una amplia gama de estilos musicales, por lo que autores como Barry Miles y Gillian Gaar lo consideran el más diverso de cualquiera de los otros álbumes del grupo. Estos estilos incluyen el rock and roll, blues, folk, country, reggae, avant-garde, hard rock y music-hall. La producción estética quedó de tal manera que el sonido del álbum fue reducido y menos dependiente de las innovaciones en el estudio, a diferencia de las creaciones anteriores del grupo desde Revolver. El autor Nicholas Schaffner vio esto como el reflejo de un cambio generalizado de la psicodelia del LSD de 1967, un enfoque que fue iniciado por Bob Dylan y The Beach Boys y de manera similar adoptado en 1968 por artistas como The Rolling Stones y The Byrds.
El único instrumento occidental a disposición del grupo durante su visita a la India fue la guitarra acústica, y por lo tanto muchas de las canciones de The Beatles fueron escritas e interpretadas en ese instrumento. Algunas de estas canciones mantuvieron su sonido acústico en The Beatles y se grabaron sin acompañamiento, o solamente por parte del grupo (que son «Wild Honey Pie», «Blackbird», «Julia», «I Will» y «Mother Nature's Son»).

### Problemas personales

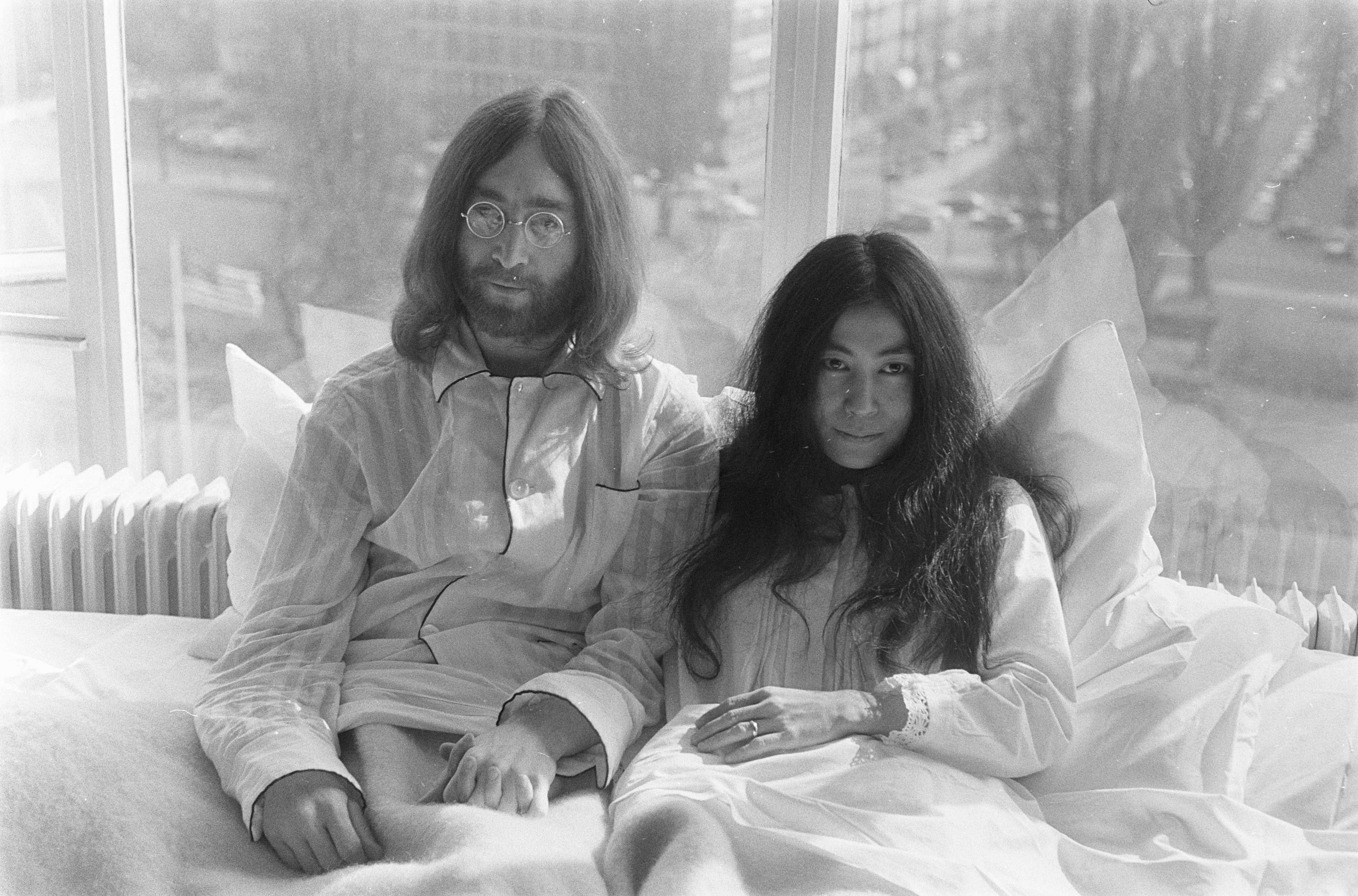
La nueva relación entre John Lennon y Yoko Ono causó tensión en el estudio con los otros Beatles.

Los trabajos de estudio en The Beatles capturaron el trabajo de cuatro artistas cada vez más individualizados que con frecuencia se encontraban en desacuerdo. Lewisohn señala que varias pistas de acompañamiento no cuentan con todo el grupo, y los overdubs tienden a limitarse a quien escribió la canción. A veces McCartney estaba grabando en un estudio por largo tiempo, mientras que Lennon grababa en otro, cada uno utilizando diferentes ingenieros. En los últimos días de sesiones, Martin, cuya influencia sobre la banda había disminuido, decidió de manera repentina tomarse una vacaciones, dejando a Chris Thomas a cargo de la producción. La preferencia de Lennon a Ono por encima de la banda, y la adicción de la pareja a la heroína, dificultaron las condiciones de trabajo a consecuencia de sus propensos ataques de mal genio.
El ingeniero de grabación Geoff Emerick, quien había trabajado con el grupo desde Revolver en 1966, se había desilusionado con las sesiones. En un momento, durante la grabación de «Ob-La-Di, Ob-La-Da», Emerick escuchó a Martin criticar el desempeño vocal de McCartney, a lo que McCartney respondió: «Bueno, vienes abajo y lo cantas tú». El 16 de julio, Emerick anunció que ya no estaba dispuesto a trabajar con ellos y se fue.
Dentro de la banda, según el autor Peter Doggett, «la línea más esencial de comunicación [...] entre Lennon y McCartney» se había roto por la presencia de Ono en el primer día de grabación. Haciendo eco de este punto de vista, el biógrafo de The Beatles, Philip Norman, comenta que, desde el principio, los dos compositores principales del grupo compartían un desprecio mutuo por las composiciones del otro: Lennon encontraba las canciones de McCartney «empalagosas y sosas», mientras que McCartney veía las de Lennon como «duras, ásperas y deliberadamente provocadoras». En una situación a la que Lewisohn destaca como sin precedentes en la carrera discográfica de The Beatles, Harrison y Starr optaron por distanciarse parcialmente del proyecto, volando a California el 7 de junio para que Harrison pudiera filmar sus escenas para el documental Raga de Ravi Shankar. La participación de Lennon, McCartney y Harrison en proyectos musicales individuales durante todo el año de 1968 fue una prueba más de la fragmentación del grupo. En el caso de Lennon, la portada de su colaboración experimental con Ono, Two Virgins, contó con la pareja totalmente desnuda — un gesto que sus compañeros de banda encontraron desconcertante e innecesario.
El 20 de agosto, Lennon y Starr, que trabajaban en los overdubs de «Yer Blues» en el estudio 3, visitaron a McCartney que se encontraba en el estudio 2, donde elaboraba «Mother Nature's Son». La sensación positiva de la sesión desapareció inmediatamente, y el ingeniero Ken Scott afirmaría más tarde: «podías cortar la atmósfera con un cuchillo». El 22 de agosto, durante la sesión de «Back in the USSR», Starr abandonó abruptamente el estudio, sintiendo que su papel en el grupo era insignificante en comparación con los otros miembros, y estaba molesto por las críticas constantes de McCartney por su manera de tocar la batería en la pista. Personal que trabajaba en los estudios comentaría después que con frecuencia Starr se presentaba a las sesiones y se sentaba a esperar en el área de recepción a que los demás llegaran. En su ausencia, McCartney tocó la batería en «Dear Prudence». Lewisohn también comenta que, en el caso de «Back in the USSR», cada uno de los tres Beatles restantes hicieron contribuciones en el bajo y la batería, con el resultado de que esas partes pueden estar compuestas por pistas tocadas por Lennon, McCartney y/o Harrison.
Lennon, McCartney y Harrison rogaron a Starr que volviera. Estuvo de acuerdo, y a su regreso el 5 de septiembre, recibió un gesto de bienvenida por parte de Harrison que había decorado su batería con flores rojas, blancas y azules. McCartney describió las sesiones de The Beatles como un punto de inflexión para el grupo, diciendo que «hubo mucha fricción durante ese álbum. Estábamos a punto de romper, y eso era tenso en sí mismo», por su parte, Lennon diría más tarde que «la ruptura de The Beatles se puede escuchar en ese álbum». De las 30 canciones del álbum, sólo en 16 trabajaron de manera conjunta los cuatro miembros.

## Canciones

### Cara uno
McCartney escribió «Back in the U.S.S.R.» como una parodia surrealista de la canción de Chuck Berry «Back in the U.S.A.» La grabación de un sonido de avión despegando y aterrizando fue utilizada en el inicio de la pista, y de forma intermitente a lo largo de ella, mientras que los coros fueron cantados por Lennon y Harrison al estilo de The Beach Boys a petición de Mike Love, que había acompañado al grupo a la India. La pista entró extensamente de contrabando a la Unión Soviética y se convirtió en un éxito no reconocido. Posteriormente McCartney grabaría un álbum de versiones, Снова в СССР, basado en una transliteración de la versión en ruso del título.
«Dear Prudence» fue una de las canciones grabadas en Trident. El estilo es típico de las canciones acústicas escritas en Rishikesh, con el uso de arpegios de guitarra. Lennon escribió la pista sobre la hermana de Mia Farrow, Prudence, que rara vez salía de su habitación durante el retiro espiritual debido a su compromiso con la meditación.
«Glass Onion» fue la primera pista musical que se grabó con la banda completa desde la breve salida de Starr. MacDonald afirma que Lennon escribió deliberadamente la letra para mofarse de los fanes que afirmaban encontrar «mensajes ocultos» en las canciones, y se remite a otras canciones del catálogo de The Beatles — «La morsa [Walrus] era Paul» hace referencia a «I Am The Walrus» (que a su vez tiene una referencia a «Lucy in the Sky with Diamonds»). McCartney, a su vez, sobrepuso una parte de flauta después de la línea «te hablé sobre el Loco de la Colina [Fool on the Hill]», como una parodia deliberada de su antigua canción. Una sección de cuerdas fue añadida a la pista en octubre.
«Ob-La-Di, Ob-La-Da» fue escrita por McCartney como un pastiche de la música ska. La pista tomó una sorprendente cantidad de tiempo para ser completada, con McCartney exigiendo una perfección que molestó a sus compañeros. Jimmy Scott, un amigo de McCartney, sugirió el título y tocó los bongos en la primera toma. Exigió parte de la autoría cuando la canción fue publicada, pero la composición fue acreditada a «Lennon-McCartney». Después de trabajar durante tres días en la pista musical, la obra fue desechada y reemplazada con una nueva grabación. Lennon odiaba la canción, que calificaba de «música basura para abuelitas», mientras que el ingeniero Richard Lush recordó que a Starr le desagradaba tener que grabar la misma base musical repetitivamente, e identifica esta sesión como un indicador clave de que The Beatles iban a separarse. McCartney intentó rehacer la pista musical por tercera ocasión, pero esta idea fue abandonada después de unas pocas tomas y la segunda versión fue utilizada para la mezcla final. El grupo, con excepción de McCartney, había perdido interés por el tema al final de la grabación, y se negó a lanzarlo como sencillo. The Marmalade grabó una versión que se convirtió en un éxito número uno. En 2004, una encuesta en línea elaborada por Mars clasificó a la canción como la peor de todas.
McCartney grabó «Wild Honey Pie» el 20 de agosto al final de la sesión de «Mother Nature's Son». Es un ejemplo típico de los breves fragmentos de canciones que grababa entre tomas durante las sesiones del álbum.
«The Continuing Story of Bungalow Bill» fue escrita por Lennon después de que un visitante estadounidense dejó Rishikesh por unas semanas para cazar tigres. Fue grabado como un ejercicio improvisado de audio, con interpretaciones vocales de casi todos los que se encontraban en el estudio en ese momento. Ono canta una línea completa y es acompañante de voz en otras, mientras que Chris Thomas tocó el mellotron, incluyendo las improvisaciones al final de la pista.
«While My Guitar Gently Weeps» fue escrita por Harrison durante una visita que hizo a la casa de sus padres en Cheshire. En un principio grabó la canción solo y con una guitarra acústica, el 25 de julio — una versión que permaneció inédita hasta Anthology 3. Él no estaba contento con el primer intento que había hecho el grupo para la grabación de la pista, por lo que invitó a su amigo Eric Clapton para que fuera y tocara en él. Clapton estaba inseguro acerca de ser invitado en una grabación de The Beatles, pero Harrison dijo que la decisión «no tiene nada que ver con ellos. Es mi canción.» El solo de guitarra de Clapton fue tratado con la técnica automatic double tracking para obtener el efecto deseado; Clapton regalaría a Harrison la guitarra con que había tocado, a la que éste llamó más tarde «Lucy».
«Happiness is a Warm Gun» evolucionó a partir de fragmentos de canciones que Lennon escribió en Rishikesh. Según MacDonald, este método de trabajo se inspiró en las composiciones de Incredible String Band. La pista musical base necesitó 95 tomas, debido a los irregulares tiempos de las signaturas y variaciones de estilo a lo largo de la canción. La versión final consistió en las mejores mitades de dos tomas que se editaron juntas. Lennon más tarde describió la canción como una de sus favoritas, mientras que el resto de la banda encontró la grabación como rejuvenecedora, ya que los obligó a re-afilar sus habilidades como un grupo tocando juntos para hacer las cosas bien. El encargado de prensa de Apple, Derek Taylor, hizo una contribución sin acreditar a la letra de la canción.

### Cara dos
McCartney concibió el título de «Martha My Dear» inspirado en su perra ovejera, pero la letra de la canción no guarda ninguna relación. La pista es tocada enteramente por él respaldado por músicos de sesión, y ningún otro Beatle colaboró en el tema. Martin compuso un arreglo de metales para la pista.
«I'm So Tired» fue escrita en la India cuando Lennon tenía dificultades para dormir. Fue grabada en la misma sesión de «The Continuing Story of Bungalow Bill». Las letras hacen referencia a Walter Raleigh, llamándolo un «estúpido bastardo [stupid get]» por introducir el tabaco en Europa; mientras que la pista termina con Lennon balbuceando «Monsieur, monsieur, how about another one? [Señor, señor, ¿qué hay acerca de otro?]» Esto se convirtió en parte de la teoría conspirativa de Paul está muerto, cuando aficionados afirmaban que al reproducir la pista al revés podía oírse «Paul is dead man, miss him miss him [Paul está muerto, lo extraño lo extraño]».
«Blackbird» es interpretada por McCartney en solitario, acompañado únicamente de su guitarra acústica. De acuerdo con Lewisohn, el sonido que se oye al fondo de la pista se trata de un metrónomo, aunque Emerick señala que capturó el sonido a través de un micrófono colocado a lado de los zapatos de McCartney. MacDonald lo considera al tema con la mejor interpretación acústica del álbum. El canto de pájaros de la pista fue tomado de la colección de efectos de sonido de Abbey Road, y fue grabado en una de las primeras grabadoras portátiles de EMI.
Harrison escribió «Piggies» como una crítica a la codicia y materialismo de la sociedad moderna. La madre de Harrison y Lennon le ayudaron a completar la letra. Thomas tocó el clavicordio en la pista, mientras que Lennon aportó la cinta con el sonido de los cerdos gruñendo. Junto con «Helter Skelter», este fue uno de los temas clave que Charles Manson interpretó como una incitación al asesinato masivo.
«Rocky Raccoon» evolucionó a partir de una jam session entre Lennon y Donovan en Rishikesh. La canción fue grabada en una sola sesión, y fue una de las pistas que Martin consideraba «relleno» y que sólo se incluyeron porque el álbum sería doble.
«Don't Pass Me By» fue la primera composición en solitario de Starr para la banda, que llevaba tiempo jugando con la idea de escribir una canción de carácter autorreflexivo, posiblemente desde 1963. Se trabajó bajo los títulos «Ringo's Tune» y «This Is Some Friendly». La pista musical base consistió en Starr tocando la batería mientras McCartney tocaba el piano. Martin compuso una introducción orquestal de la canción, pero fue rechazada por ser «demasiado extraña» y quedó fuera del álbum. En su lugar, Jack Fallon tocó el violín al estilo bluegrass.
«Why Don't We Do It in the Road?» fue escrita por McCartney en la India después de observar a dos monos copulando en la calle y se preguntó por qué los humanos eran demasiado civilizados para hacer lo mismo. Él tocó todos los instrumentos a excepción las percusiones, las cuales fueron aportadas por Starr. La letra simple de la canción estaba muy acorde al estilo de Lennon, y Lennon estaba molesto por no haber sido solicitado para tocar en ella. McCartney indicó que era un «ojo por ojo», ya que no había contribuido en «Revolution 9».
«I Will» fue escrita y cantada por McCartney, con Lennon y Starr acompañándole en las percusiones. A la mitad de numerosas tomas, los tres Beatles interrumpían para interpretar algunas otras canciones. Un fragmento de una de esas canciones conocido como «Can You Take Me Back?» fue puesto entre «Cry Baby Cry» y «Revolution 9», mientras que las interpretaciones del éxito de Cilla Black «Step Inside Love» y del número «Los Paranoias», fueron publicadas en Anthology 3.
«Julia» fue el último tema en ser grabado para el álbum y cuenta con la única presencia de Lennon tocando la guitarra acústica en un estilo similar al de McCartney en «Blackbird». Esta es la única canción de The Beatles en la que Lennon trabaja de manera individual y fue un tributo a su difunta madre Julia Lennon, quien murió en 1958 en un accidente vial cuando Lennon tenía sólo diecisiete años, y la canción habla sobre la pérdida de su madre y su relación con Ono, la «niña del océano [ocean child]» mencionada en la letra. Ono ayudó con la letra, pero la canción fue acreditada a Lennon-McCartney como era de esperarse.

### Cara tres
De acuerdo con McCartney, la composición de «Birthday» fue «50-50 John y mía, compuesta al momento y grabada totalmente en la misma tarde». La canción surgió después de que ambos vieran la primera proyección en el Reino Unido de la película de rock-n-roll The Girl Can not Help It en televisión, y cantaron la voz principal al estilo de la estrella musical de la película, Little Richard. Después de que el grupo grabó la pista musical, se añadieron los coros de Ono y la esposa de Harrison, Pattie.
«Yer Blues» fue escrita por Lennon en la India. A pesar de la meditación y el ambiente tranquilo, todavía se sentía infeliz, situación que se refleja en la letra. El estilo fue influenciado por el boom del blues británico de 1968, que incluía a grupos como Fleetwood Mac y Chicken Shack. La pista musical fue grabada en una pequeña habitación al lado del estudio 2 de EMI. Inusual para una grabación de The Beatles, la cinta grabada en cuatro pistas fue editada directamente, lo que resulta en un corte abrupto al minuto 3:17 que da inicio a otra toma (cuyo contenido sonoro se va fundiendo). La canción fue una de las pocas canciones de la banda que Lennon interpretó en vivo después de su separación. Su primera presentación fue con un supergrupo conformado por Clapton, Keith Richards y Mitch Mitchell el 11 de diciembre de 1968 en The Rolling Stones Rock and Roll Circus, y más tarde se haría con la Plastic Ono Band el 13 de septiembre de 1969 (incluida en el álbum en vivo Live Peace in Toronto).

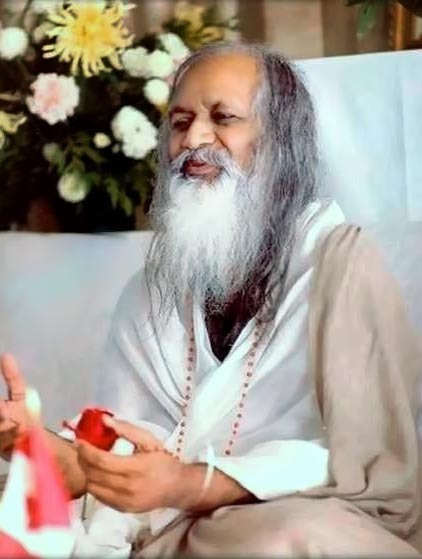
«Everybody's Got Something to Hide Except Me and My Monkey» y «Sexy Sadie» fueron escritas inspiradas en el Maharishi Mahesh Yogi.

McCartney escribió «Mother Nature's Son» en la India, y trabajó en ella sin la colaboración de los otros miembros de la banda. La pista fue elaborada solo por él junto con un arreglo de metales elaborado por Martin.
«Everybody's Got Something to Hide Except Me and My Monkey» evolucionó a partir de una sesión de improvisación, y originalmente carecía de título. La mezcla final quedó acelerada al hacer correr la cinta a 43 Hz en lugar de los habituales 50. Harrison aseguró que el título tiene su origen de uno de los dichos del Maharishi (al que se le añadiría «and my monkey» ).
«Sexy Sadie» fue escrita como «Maharishi» por Lennon, poco después de que decidió abandonar Rishikesh. En una entrevista de 1980, Lennon reconoció que el Maharishi fue la inspiración para la canción: «Yo sólo le llamaba 'Sexy Sadie'.»
«Helter Skelter» fue escrita por McCartney e inicialmente se grabó como un blues en julio. Las primeras tomas se realizaron con la banda tocando al mismo tiempo e incluía largos pedazos en los que el grupo improvisaba con sus instrumentos. Debido a que estas tomas eran demasiado largas para encajar en un LP, la canción fue dejado de lado hasta septiembre, cuando se realizó una versión más corta. Por todos los lados, la sesión fue caótica, pero nadie se atrevió a decirle a cualquiera de los Beatles que estaban fuera de control. Según testigos, Harrison corría alrededor del estudio mientras sostenía un cenicero en llamas por encima de su cabeza, «haciéndolo a lo Arthur Brown». La versión estéreo del LP incluye casi un minuto más de música en comparación con la mono, que culmina con Starr gritando de manera infame «I've got blisters on my fingers! (¡tengo ampollas en mis dedos!)». Según MacDonald, Charles Manson ignoraba que «Helter Skelter» es el nombre británico para los toboganes en espiral que se encuentran en jardines o parques de atracciones, y asumió que la pista tenía algo que ver con el infierno. Este fue uno de los temas clave que llevaron a Manson creer que el álbum tenía mensajes codificados referentes a la guerra apocalíptica, y lideró su movimiento del mismo nombre.
La última canción de la cara tres es «Long, Long, Long» de Harrison. Su estructura está basada en la canción de Dylan «Sad-Eyed Lady of the Lowlands». La sesión de grabación para la pista fue una de las más largas jamás realizadas por The Beatles, que fue desde la tarde del 7 de octubre, toda la madrugada hasta las 7 a. m. del día siguiente, y luego se completó en una sesión adicional nueve horas más tarde. McCartney tocó el órgano Hammond en la pista, y el efecto al final fue hecho por una nota en particular del instrumento que causaba la vibración de una botella de vino que estaba en la parte superior del altavoz Leslie del órgano.

### Cara cuatro
«Revolution 1» fue la primera canción grabada para el álbum, comenzando las sesiones para la pista musical el 30 de mayo. Las primeras tomas se grabaron con la intención de que fuera un posible sencillo, pero conforme avanzaba la sesión, los arreglos se hacían más lentos, con lapsos más tranquilos. El grupo terminó la toma elegida con una improvisación de seis minutos a la que se le añadieron overdubs, antes de que esta que fuera eliminada en la edición final del álbum. Los arreglos de metal se añadieron más tarde.
«Honey Pie» fue escrita por McCartney como un pastiche del estilo flapper de los años 1920. La primera parte de la pista (la cual fue sobrepuesta) suena como si se tratara la grabación de un viejo disco de 78 RPM, por otra parte, Martin realizó los arreglos de saxofón y clarinete en el mismo estilo. Lennon tocó el solo de guitarra en la pista, pero más tarde dijo que odiaba la canción, calificándola de ir «más allá de la redención».
«Savoy Truffle» lleva el nombre de uno de los tipos de chocolate que se encontraba en las cajas de dulces Mackintosh's, los cuales Clapton disfrutaba comer. La pista contó con un sexteto de saxofón organizado por Thomas, quien también tocó los instrumentos de teclado. Harrison dijo más tarde que Derek Taylor le ayudó a terminar la letra.
Lennon comenzó a escribir «Cry, Baby, Cry» a finales de 1967 y parte de la letra tiene su origen en el eslogan de un viejo anuncio de televisión. Martin tocó el armonio en la pista.
«Revolution 9» evolucionó a partir de los overdubs del coda de «Revolution 1». Lennon, Harrison y Ono añadieron collages de cinta y extractos de palabras grabadas, al estilo de Karlheinz Stockhausen. La pista se abre con el extracto de un examen de la Royal Schools of Music, y termina con la fría frase de Ono, «you become naked». Ono estuvo muy involucrada en la producción y aconsejó a Lennon qué bucles de cinta usar. McCartney no contribuyó en la pista, y se opuso a que el tema fuera incluido, aunque con anterioridad había propuesto y realizado experimentos con cintas similares, como «Carnival of Light» en enero de 1967. El tema ha atraído tanto el interés como la desaprobación de los fanes y los críticos musicales a lo largo de los años.
«Good Night» era una canción de cuna escrita por Lennon para su hijo Julian, y específicamente quería que Starr la cantara. Las primeras tomas consistían simplemente en Lennon tocando la guitarra acústica y Starr cantando. Martin dirigió un arreglo orquestal y coral que sustituyó a la guitarra en la mezcla final, y también tocó la celesta.

### Sencillos
«Hey Jude» fue grabada a finales de julio de 1968 durante las sesiones de The Beatles, pero fue publicada por separado como un sencillo casi tres meses antes del lanzamiento del álbum. (sin embargo, dos años más tarde formaría parte de un LP en los EE. UU. en el álbum recopilatorio homónimo) El lado B, «Revolution», era una versión diferente de la «Revolution 1» aparecida en el álbum. Lennon había querido que la versión original de «Revolution» fuera lanzada como sencillo, pero los otros tres Beatles se opusieron con el argumento de que era demasiado lenta. En cambio, el sencillo contó con una nueva versión, más rápida, con la guitarra muy distorsionada y un solo de piano eléctrico de Nicky Hopkins. Este fue el primer lanzamiento en Apple Records y pasó a ser el sencillo más exitoso de la banda, con ventas mundiales de más de 5 millones a finales de 1968 y 7,5 millones en octubre de 1972.
El convenio con las compañías discográficas en la década de 1960 era que sencillos y álbumes eran entidades distintas y no debían contener las mismas canciones. Sin embargo, aunque ningún sencillo se desprendió de The Beatles tanto en el Reino Unido como en Estados Unidos, «Ob-La-Di, Ob-La-Da» respaldada con «While My Guitar Gently Weeps», fue un éxito comercial en varios países, entre ellos Australia (donde pasó cinco semanas en el número uno de las listas Go Set), Japón, Austria, y Suiza.

### Material inédito
Algunas canciones que los cuatro Beatles llegaron a trabajar de forma individual durante este período fueron retomadas para formar parte de álbumes posteriores del grupo, mientras que otras fueron lanzadas en álbumes en solitario de los miembros de la banda. De acuerdo con el bootleg de los demos hechos en Kinfauns, dentro de la última de estas dos categorías se incluyen los temas de Lennon «Look at Me» y «Child of Nature» (que se transformaría en «Jealous Guy»); «Junk» de McCartney; y los temas «Not Guilty» y «Circles» de Harrison. Además, Harrison dio «Sour Milk Sea» al cantante Jackie Lomax, cuya grabación, producida por Harrison, fue lanzada en agosto de 1968 como parte del sencillo debut de Lomax en Apple Records. «Mean Mr. Mustard» y «Polythene Pam» de Lennon se utilizarían para el medley de Abbey Road el año siguiente.
La composición de Lennon «What's the New Mary Jane» se demostró en Kinfauns y se grabó formalmente (por Lennon, Harrison y Ono) durante las sesiones del álbum. En los estudios, McCartney grabó demos de dos composiciones —«Etcetera» y «The Long and Winding Road»— siendo esta última grabada en 1969 para su álbum Let It Be. Las versiones del White Album de «Not Guilty» y «What's the New Mary Jane», junto con el demo de «Junk», fueron publicadas hasta 1996 en Anthology 3.
«Revolution (Take 20)», una grabación inédita, apareció en 2009 en un bootleg. Esta toma de diez minutos fue la pista base para la creación de dos temas diferentes: «Revolution 1» y la experimental «Revolution 9».
En 2018 el álbum fue remezclado en su totalidad, tal como sucedió con Sgt. Pepper's Lonely Hearts Club Band en 2017, y el 9 de noviembre ha sido relanzado en una edición de siete discos que incluirá material audiovisual inédito, como tomas descartadas de las sesiones de grabación y los primeros demos, que fueron grabadas en formato acústico por la banda en la casa de George Harrison en Esher.

## Lanzamiento
The Beatles se lanzó el 22 de noviembre de 1968 en Gran Bretaña, y tres días más tarde se hizo en los Estados Unidos. El título de trabajo del álbum, A Doll's House, fue cambiado cuando la banda inglesa de rock progresivo Family lanzó un álbum con título similar, Music in a Doll's House, a principios de ese año. Schaffner escribió en 1977 sobre del nombre que se adoptó para referirse al álbum doble de The Beatles: «Desde el día de su publicación, todo el mundo se refirió a The Beatles como 'el Álbum Blanco' ['White Album'].»
The Beatles fue el tercer álbum en ser publicado por Apple Records, después del álbum Wonderwall Music de Harrison, y Two Virgins de Lennon. Martin ha dicho que él estaba en contra de la idea de un álbum doble y sugirió al grupo que redujera el número de canciones para formar un único álbum que contuviera sus mejores temas, pero la banda se opuso a esta idea. En una entrevista para la serie documental de televisión The Beatles Anthology en la década de 1990, Starr dijo que ahora sentía que debió haber sido lanzado como dos álbumes separados (a los que apodó «The White Album» y «The Whiter Album»). Después de reflexionar, Harrison sintió que algunas pistas pudieron haber sido lanzadas como lados B, pero «existía una gran cantidad de ego en esa banda.» Él había apoyado la idea del álbum doble, para limpiar la acumulación de canciones que el grupo tenía en ese momento. Por el contrario, McCartney dijo que estaba bien como estaba, y agregó: «Es el puñetero White Album de The Beatles. ¡Cállense!»

### Versión mono
The Beatles fue el último álbum de la banda en ser mezclado por separado en sus versiones estéreo y mono, aunque la versión mono solamente se publicó en el Reino Unido y algunos otros países. Todas menos una pista existen en mezclas mono oficiales; la excepción es «Revolution 9», que fue una reducción directa del máster en estéreo. The Beatles no habían estado particularmente interesados en el sonido estéreo hasta este álbum, pero después de recibir el correo de los fanes afirmando que compraban tanto las mezclas estéreo como las mono de sus álbumes anteriores, decidieron hacer las dos diferentes. Varias pistas tienen diferentes duraciones según la mezcla; la edición mono de «Helter Skelter» elimina el fade-in al final de la canción (y el grito de Starr), y el fade-out de «Yer Blues» es 11 segundos más largo en la mezcla mono.

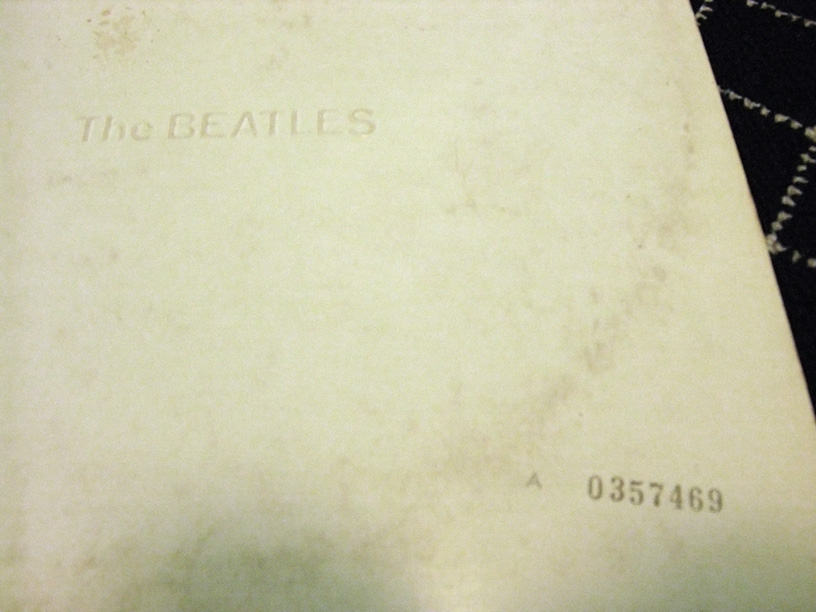
Detalle de la funda original del White Album. Las primeras ediciones traían el nombre del grupo en relieve, en vez de impreso, y también un número de serie en la portada.

En los Estados Unidos, las grabaciones mono habían ido desapareciendo gradualmente; el estreno estadounidense de The Beatles fue el primer LP de The Beatles publicado sólo en estéreo. En el Reino Unido, el siguiente álbum, Yellow Submarine, sería el último en ser editado en mono. La versión mono de The Beatles se puso a disposición de todo el mundo el 9 de septiembre de 2009, como parte de la caja recopilatoria The Beatles in Mono.

### Empaquetado
La funda del álbum fue diseñada por el artista pop Richard Hamilton, en colaboración con McCartney. El diseño de Hamilton era un claro contraste de la vívida portada que Peter Blake había creado para Sgt. Pepper's Lonely Hearts Club Band, y consistió en una sencilla funda blanca. El nombre de la banda fue discretamente grabado en relieve ligeramente por debajo de la mitad del lado derecho del álbum, y la cubierta también contó con la impresión de un número de serie único, «para crear», en palabras de Hamilton, «la irónica situación de una edición numerada de algo con cinco millones de copias.» En 2008, una funda original del álbum, con número de serie 0000005 se vendió por 19 201 libras esterlinas en eBay. En 2015, una copia personal de Ringo Starr con el número 0000001 fue vendida en una subasta, a un precio récord de 790 000 dólares.

## Lista de canciones
Todas las canciones escritas y compuestas por Lennon—McCartney, excepto donde se indica. Créditos de vocalista principal de acuerdo al libro All Together Now de Castleman y Podrazik.
- Disco 1

| Cara 1 |                                              |                      |          |  |
| N.º    | Título                                       | Vocalista principal  | Duración |  |
| 1.     | «Back in the U.S.S.R.»                       | McCartney            | 2:44     |  |
| 2.     | «Dear Prudence»                              | Lennon               | 3:57     |  |
| 3.     | «Glass Onion»                                | Lennon               | 2:20     |  |
| 4.     | «Ob-La-Di, Ob-La-Da»                         | McCartney            | 3:10     |  |
| 5.     | «Wild Honey Pie»                             | McCartney            | 0:53     |  |
| 6.     | «The Continuing Story of Bungalow Bill»      | Lennon, con Yoko Ono | 3:15     |  |
| 7.     | «While My Guitar Gently Weeps» (G. Harrison) | Harrison             | 4:46     |  |
| 8.     | «Happiness is a Warm Gun»                    | Lennon               | 2:44     |  |
| 23:39  |                                              |                      |          |  |

| Cara 2 |                                   |                     |          |  |
| N.º    | Título                            | Vocalista principal | Duración |  |
| 1.     | «Martha My Dear»                  | McCartney           | 2:30     |  |
| 2.     | «I'm So Tired»                    | Lennon              | 2:05     |  |
| 3.     | «Blackbird»                       | McCartney           | 2:20     |  |
| 4.     | «Piggies» (G. Harrison)           | Harrison            | 2:06     |  |
| 5.     | «Rocky Raccoon»                   | McCartney           | 3:44     |  |
| 6.     | «Don't Pass Me By» (R. Starkey)   | Starr               | 3:51     |  |
| 7.     | «Why Don't We Do It in the Road?» | McCartney           | 1:42     |  |
| 8.     | «I Will»                          | McCartney           | 1:47     |  |
| 9.     | «Julia»                           | Lennon              | 2:55     |  |
| 22:36  |                                   |                     |          |  |

- Disco 2

| Cara 3 |                                                             |                     |          |  |
| N.º    | Título                                                      | Vocalista principal | Duración |  |
| 1.     | «Birthday»                                                  | McCartney y Lennon  | 2:43     |  |
| 2.     | «Yer Blues»                                                 | Lennon              | 4:04     |  |
| 3.     | «Mother Nature's Son»                                       | McCartney           | 2:50     |  |
| 4.     | «Everybody's Got Something to Hide Except Me and My Monkey» | Lennon              | 2:24     |  |
| 5.     | «Sexy Sadie»                                                | Lennon              | 3:16     |  |
| 6.     | «Helter Skelter»                                            | McCartney           | 4:30     |  |
| 7.     | «Long, Long, Long» (G. Harrison)                            | Harrison            | 3:05     |  |
| 22:43  |                                                             |                     |          |  |

| Cara 4 |                               |                       |          |  |
| N.º    | Título                        | Vocalista principal   | Duración |  |
| 1.     | «Revolution 1»                | Lennon                | 4:16     |  |
| 2.     | «Honey Pie»                   | McCartney             | 2:42     |  |
| 3.     | «Savoy Truffle» (G. Harrison) | Harrison              | 2:55     |  |
| 4.     | «Cry Baby Cry»                | Lennon, con McCartney | 3:11     |  |
| 5.     | «Revolution 9»                | n/a                   | 8:16     |  |
| 6.     | «Good Night»                  | Starr                 | 3:12     |  |
| 24:26  |                               |                       |          |  |

## Edición Súper Deluxe
En 2018 como parte del relanzamiento de aniversario del álbum de la banda, se lanzó un box set Super Deluxe del álbum The Beatles (siendo el segundo que se conmemora el cincuenta aniversario). También contiene un libro.
•Disco Uno: Remezcla estéreo del álbum original
•Disco Dos: Remezcla estéreo del álbum original
•Disco Tres: Sesiones de Esher 
•Disco Cuatro: Sesiones
•Disco Cinco: Sesiones
•Disco Seis: Sesiones
•Disco Siete: Audio Blu-ray

## Canciones rechazadas
Las siguientes canciones fueron rechazadas y no incluidas en el álbum:
- "What's the New Mary Jane" (apareció finalmente en Anthology 3 en 1996)
- "Not Guilty" (regrabada por George Harrison para su álbum homónimo de 1979, la versión original fue editada en Anthology 3 en 1996)
- "Etcetera" (una composición de McCartney grabada posteriormente por la Black Dyke Mills Band como "Thingumybob" y editada en septiembre de 1968)[172]

Las siguientes canciones fueron grabadas durante las sesiones de grabación del disco, pero no pensadas para incluirse en el doble álbum:
- "Hey Jude" (editada como sencillo en 1968, antes de la aparición del álbum)
- "Revolution" (editada como lado B de "Hey Jude". Era una nueva versión más rápida, con guitarras distorsionadas y un teclado enérgico, de la que se encontraba en el álbum como "Revolution 1")

Las siguientes canciones existían como maquetas o canciones semiterminadas en la época de la grabación del álbum, y que finalmente no se incluyeron en él:
- "Jubilee" (grabada como "Junk" por Paul para su primer álbum en solitario, McCartney, de 1970)
- "Circles" (regrabada en 1982 por George Harrison para su álbum solista Gone Troppo)
- "Sour Milk Sea" (canción de George Harrison grabada por Jackie Lomax en 1968)
- "Mean Mr. Mustard" (apareció como tercera canción del medley de Abbey Road, después de Sun King y antes de Polythene Pam)
- "Polythene Pam" (apareció como cuarta canción del medley de Abbey Road, después de Mean Mr. Mustard y antes de She Came In Through the Bathroom Window)
- "Child of Nature" (grabada por Lennon como "Jealous Guy" para su segundo álbum en solitario editado en 1971, Imagine, aunque su maqueta sería incluida en el disco Fly on the wall del álbum Let It Be… Naked)
- "Across the Universe" (aunque estaba pensada en incluirse en el doble álbum, fue publicada finalmente en Let It Be, al no quedar Lennon conforme a como estaba grabada entonces la canción)
- "Brian Epstein Blues" (quedó solo como demo)
- "Can You Take Me Back" (en el disco aparece un fragmento antes de Revolution 9)
- "The Way You Look Tonight" (quedó solo como demo)

## Créditos
The Beatles
- John Lennon: voz solista, segunda voz; percusión vocal en «Ob-La-Di, Ob-La-Da», voces en «Revolution 9»; guitarra solista, guitarra acústica, guitarra rítmica en «Sexy Sadie»; bajo; órgano Hammond, piano; armónica y armonio en «Rocky Raccoon»; palmas; percusión; saxo tenor en «Helter Skelter»; mellotron, efectos de sonido y loops de cinta en «Revolution 9».
- Paul McCartney: voz solista, segunda voz, armonía vocal, percusión vocal en «Ob-La-Di, Ob-La-Da», bajo vocal en «I Will»; bajo; guitarra solista, guitarra acústica; órgano Hammond; piano; piano eléctrico en «I'm So Tired»; batería; palmas; percusión; pandereta y fliscorno en «Dear Prudence»; grabadora en «Glass Onion»; timbales en «Mother Nature's Son»; acordeón en 《cry baby cry》, Saxofón, Clarinete, arreglos de viento, filscorno.

- George Harrison: voz solista, segunda voz, percusión vocal en «Ob-La-Di, Ob-La-Da», voces en «Revolution 9»; guitarra solista, guitarra acústica, guitarra rítmica en «Helter Skelter»; bajo; órgano Hammond; palmas; percusión.
- Ringo Starr: voz solista en «Don't Pass Me By» y «Good Night», segunda voz en «The Continuing Story of Bungalow Bill», percusión vocal en «Ob-La-Di, Ob-La-Da»; batería, pandereta, palmas, percusión; piano y campana de trineo en «Don't Pass Me By»; platillos, bongós y maracas en «I Will»; baquetas en «Revolution 1».

Músicos adicionales
- Octeto de cuatro violines, dos violonchelos y dos violas en «Glass Onion» y «Piggies», con arreglos y dirección orquestal de George Martin
- J. Scott: bongós en «Ob-La-Di, Ob-La-Da»
- Trío de saxos en «Ob-La-Di, Ob-La-Da»
- Orquesta de 14 músicos en «Martha My Dear», con arreglos y dirección orquestal de George Martin
- Jack Fallon: violín en «Don't Pass Me By»
- Músicos de estudio: dos trompetas y dos trombones en «Mother Nature's Son»
- Sexteto de dos trompetas y cuatro trombones en «Revolution 1»
- Sección de metales: cinco saxos y dos clarinetes en «Honey Pie», con arreglos y dirección orquestal de George Martin
- Sexteto de dos saxos barítonos y cuatro saxos tenores en «Savoy Truffle»
- Orquesta (12 violines, 3 violas, 3 violonchelos, contrabajo, arpa, 3 flautas, clarinete, corneta, vibráfono) y coros (Mike Sammes Singers) en «Good Night», con arreglos y dirección orquestal de George Martin
- George Martin: piano en «Rocky Raccoon» y «Good Night», armonio en «Cry Baby Cry»
- Chris Thomas: melotrón en «The Continuing Story of Bungalow Bill», clavecín en «Piggies», piano en «Long, Long, Long», órgano y piano eléctrico en «Savoy Truffle»
- Eric Clapton: guitarra solista principal en «While My Guitar Gently Weeps»

Otros
- Mal Evans: coros en «Dear Prudence», palmas en «Dear Prudence» y «Birthday», trompeta en «Helter Skelter»
- Jackie Lomax y John McCartney (primo de Paul): coros y palmas en «Dear Prudence»
- Yoko Ono: segunda voz en «The Continuing Story of Bungalow Bill», coros en «The Continuing Story of Bungalow Bill» y «Birthday», palmas en «Birthday», voces en «Revolution 9»
- Maureen Starkey (y otros): coros en «The Continuing Story of Bungalow Bill»
- Pattie Harrison: coros y palmas en «Birthday»

Producción
- George Martin: producción y mezclas.
- Chris Thomas: producción y mezclas en «Glass Onion», «Happiness is a Warm Gun», «I Will», «Birthday» y «Helter Skelter».
- Geoff Emerick: ingeniero de sonido y mezclas.
- Ken Scott: ingeniero de sonido y mezclas.
- John Smith: 2.º ingeniero de sonido y mezclas.
- Richard Lush: 2.º ingeniero de sonido y mezclas.
- Phil McDonald: 2.º ingeniero de sonido y mezclas.
- Mike Sheady: 2.º ingeniero de sonido y mezclas.
- Ken Townsend: ingeniero - 2.º ingeniero de sonido en «Why Don't We Do It in the Road?».
- Peter Bown: ingeniero de sonido y mezclas en «Revolution 1», y de sonido en «Good Night».
- Nick Webb: 2.º ingeniero de sonido en «Revolution 1».
- Barry Sheffield: ingeniero de sonido y mezclas (Trident Studios).

Otros
- Gordon House: diseño de la funda (sobre una idea de Richard Hamilton)
- Jeremy Banks: diseño del collage del póster (con fotos aportadas por Neil Aspinall y Mal Evans)
- John Kelly: fotografías individuales de los cuatro Beatles

## Posición en las listas de éxitos
| País           | Lista (1968)        | Posición más alta | Semanas en la 1.ª pos. |
| -------------- | ------------------- | ----------------- | ---------------------- |
| Reino Unido    | Record Retailer     | N.º 1             | 8                      |
| Reino Unido    | New Musical Express | N.º 1             |                        |
| Reino Unido    | Melody Maker        | N.º 1             |                        |
| Estados Unidos | Billboard           | N.º 1             | 9                      |
| Estados Unidos | Record World        | N.º 1             |                        |
| Estados Unidos | Cash Box            | N.º 1             |                        |